# Stockstadt am Main
Pour les articles homonymes, voir Stockstadt.
Stockstadt am Main est un marché allemand de Bavière, situé dans l'arrondissement d'Aschaffenbourg et le district de Basse-Franconie.

## Géographie

Situation de Stockstadt (en rouge) dans l'arrondissement d'Aschaffenbourg

Stockstadt am Main est située sur la rive gauche du Main, à 4 km à l'ouest d'Aschaffenbourg, à la limite avec le land de Hesse (arrondissements de Darmstadt-Dieburg et d'Offenbach). Le marché de Stockstadt n'est constitué que d'un seul village.
Communes limitrophes (en commençant par le nord et dans le sens des aiguilles d'une montre) : Kleinostheim, Mainaschaff, ville d'Aschaffenbourg, Großostheim, Babenhausen, Mainhausen et Seligenstadt.
Stockstadt forme avec Großostheim et Schaafheim la région historique du Bachgau.

## Histoire
Les fouilles archéologiques ont permis de trouver qu'un camp romain a été construit à Stockstadt à l'époque de l'empereur Trajan et abandonné en 260, au moment où les armées romaines ont évacué la région. Des stèles votives, des autels ont été retrouvés.
La première mention de Stockstadt date du IXe siècle, dans un document évoquant des taxes de péage. En 1024, le village est donné par l'empereur Henri II du Saint-Empire à l'abbaye de Fulda mais, en 1309, il passe sous la domination des archevêques de Mayence dans l'Électorat de Mayence.
Stockstadt rejoint le royaume de Bavière en 1814 et l'arrondissement d'Aschaffenbourg.

## Démographie
| 1840  | 1871  | 1900  | 1910  | 1925  | 1933  | 1939  | 1950  | 1961  |
| ----- | ----- | ----- | ----- | ----- | ----- | ----- | ----- | ----- |
| 1 317 | 1 277 | 1 685 | 2 030 | 2 318 | 2 590 | 2 871 | 3 922 | 4 924 |

| 1970  | 1987  | 2000  | 2003  | 2009  | - | - | - | - |
| ----- | ----- | ----- | ----- | ----- | - | - | - | - |
| 6 416 | 6 615 | 7 367 | 7 452 | 7 355 | - | - | - | - |

## Jumelages
Stockstadt est jumelée depuis 1989 avec trois communes du canton de Bourguébus dans le Calvados, en Basse-Normandie :
- Saint-André-sur-Orne (France)
- Saint-Martin-de-Fontenay (France)
- May-sur-Orne (France)

## Personnalités
- Jackson Richardson a habité Stockstadt de 1997 à 2000 pendant son engagement au club de handball du TV Großwallstadt d'Aschaffenbourg.

## Galerie de photos

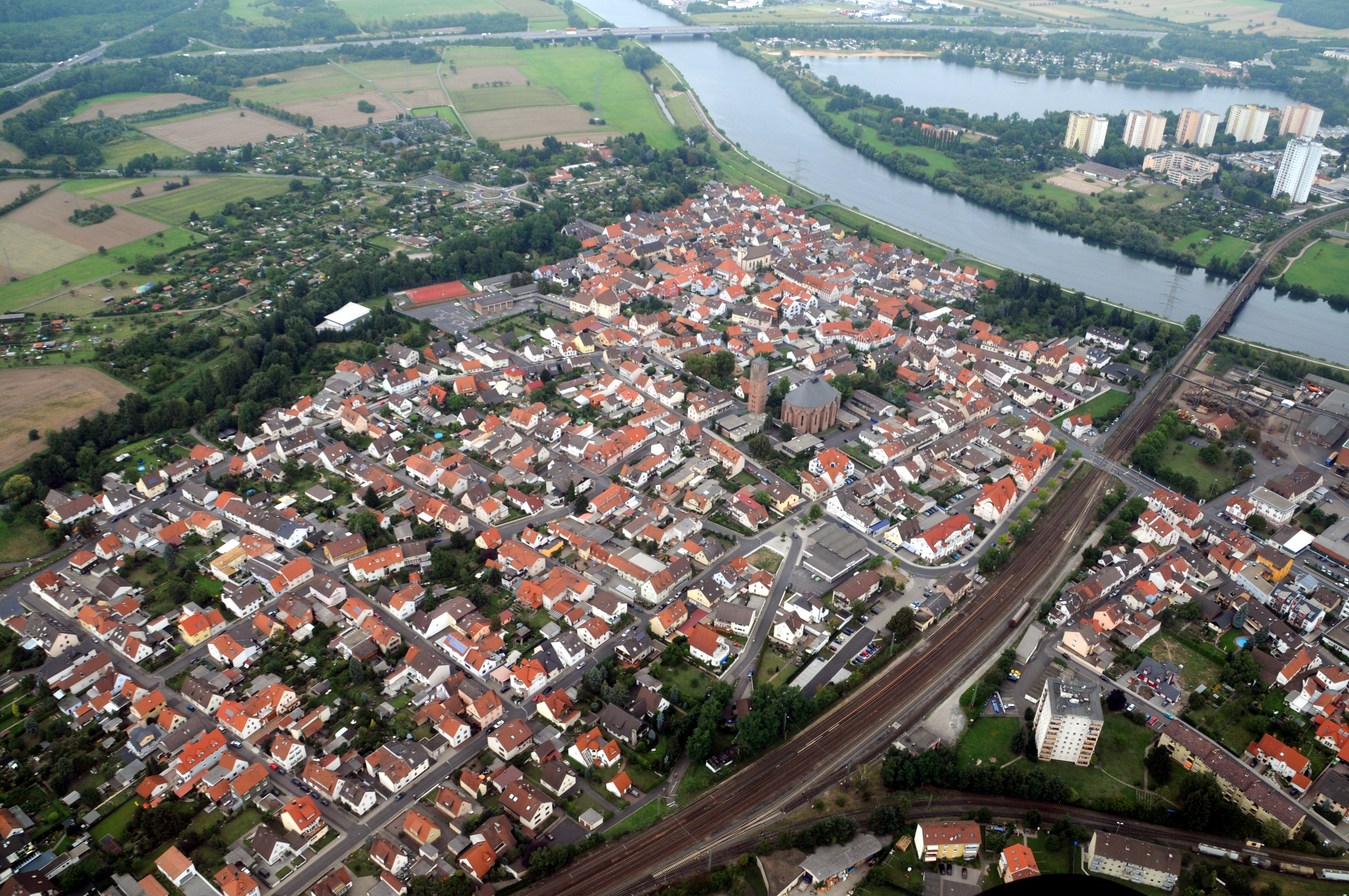
Vue aérienne du centre historique de Stockstadt
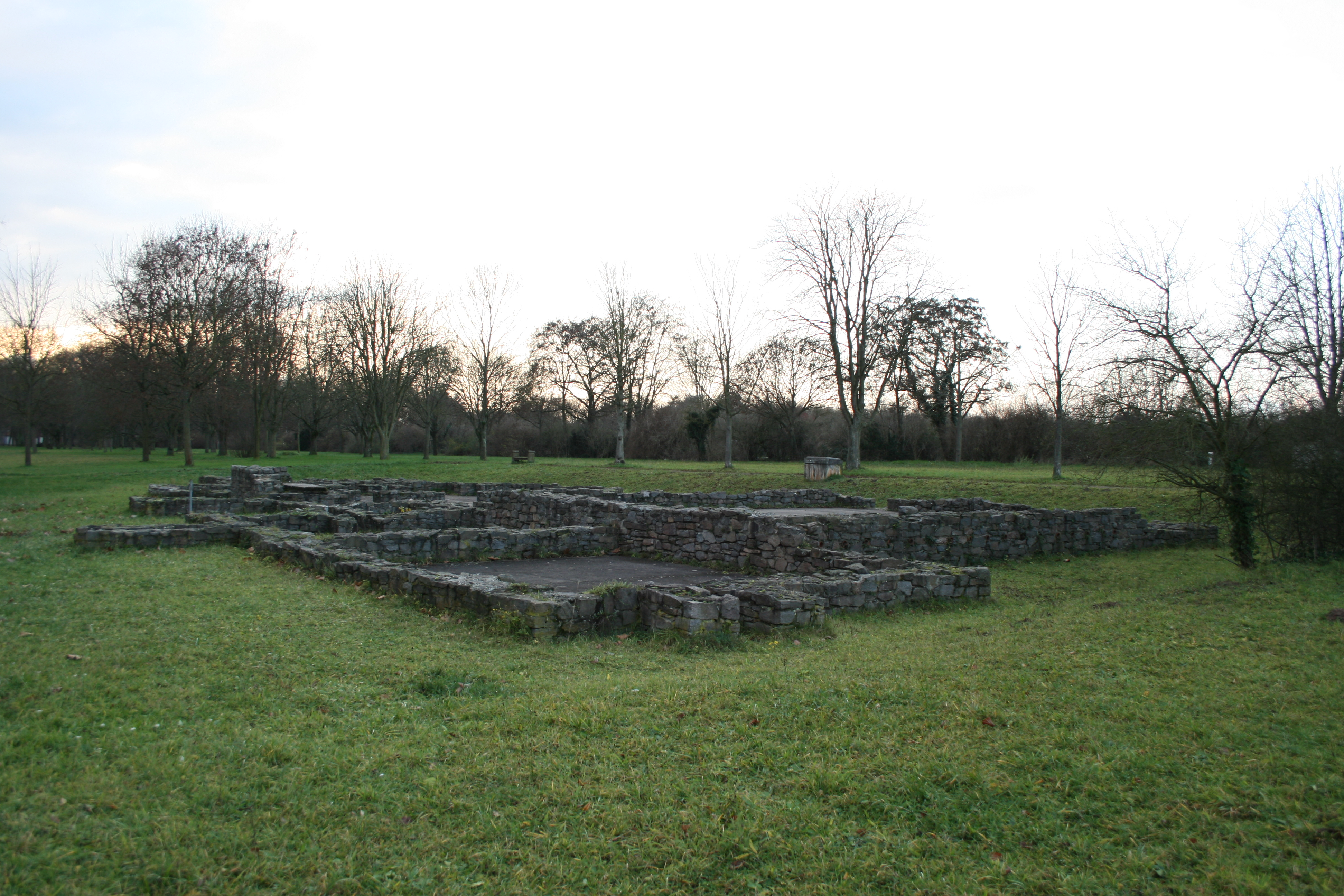
Fondations des bains du camp romain
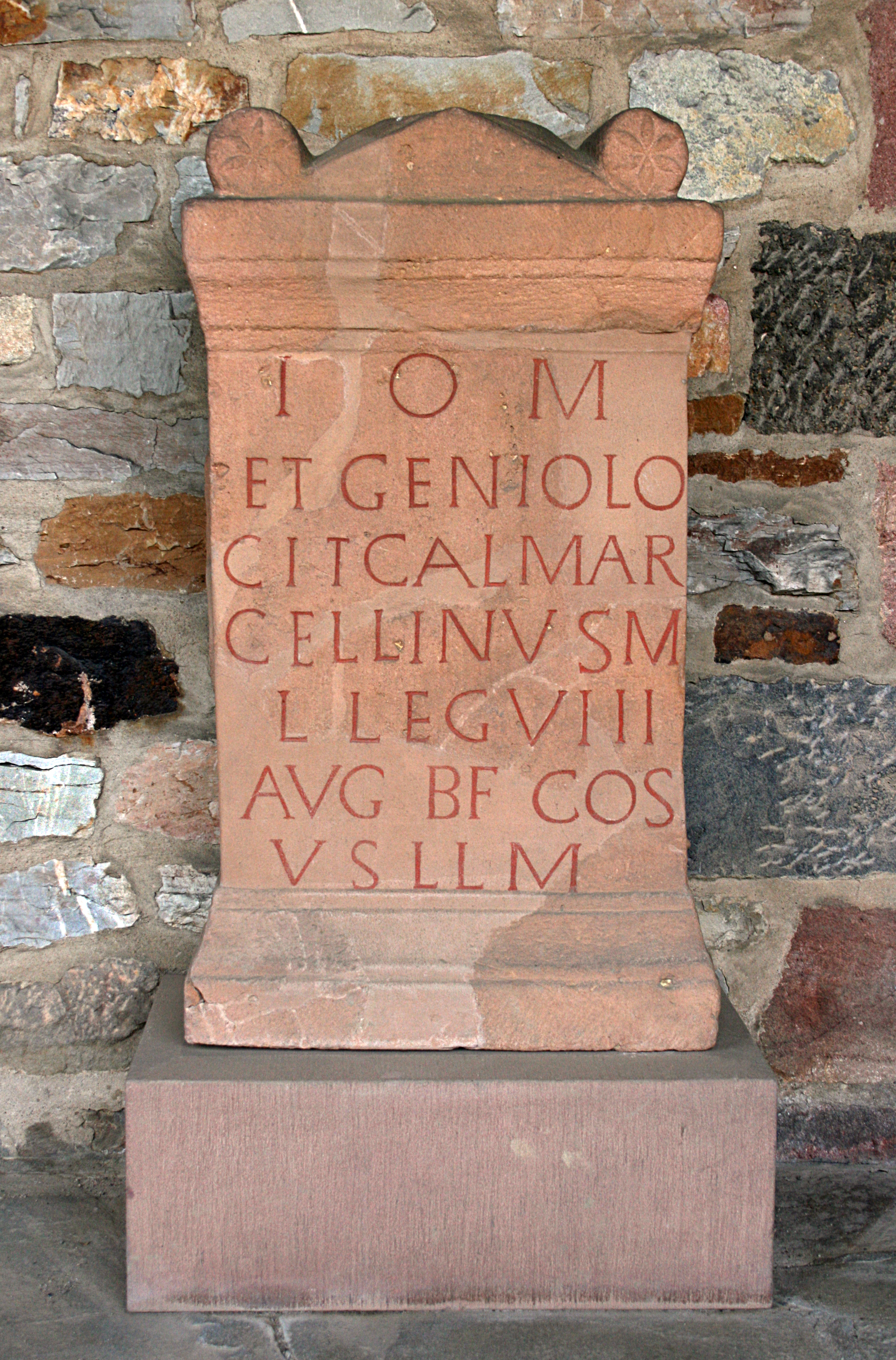
Stèle romaine découverte à Stockstadt